# Ишварди
Ишварди или Ишурди (бенг. ঈশ্বরদী, англ. Ishwardi) — город на северо-западе Бангладеш, административный центр одноимённого подокруга. Площадь города равна 23,73 км². По данным переписи 2001 года, в городе проживало 63 106 человек, из которых мужчины составляли 51,64 %, женщины — соответственно 48,36 %. Плотность населения равнялась 2659 чел. на 1 км². Уровень грамотности населения составлял 51,8 % (при среднем по Бангладеш показателе 43,1 %). 